# Sideridis inanis
Sideridis inanis är en fjärilsart som beskrevs av Charles Oberthür 1880. Sideridis inanis ingår i släktet Sideridis och familjen nattflyn. Inga underarter finns listade i Catalogue of Life.